# TNA World Tag Team Championship
O Campeonato Mundial de Duplas da TNA (original: TNA World Tag Team Championship) é um campeonato de luta profissional com direitos pertencentes à organização estadunidense Total Nonstop Action Wrestling (TNA), sendo disputado na divisão de duplas da empresa. O título foi criado na edição de 14 de maio de 2007 do programa semanal da TNA, naquela altura chamado de Impact!. Três dias depois, no podcast transmitido no site da empresa chamado de TNA Today, os cinturões foram oficialmente apresentados ao público.
Os campeões mundiais de duplas da TNA são determinados com a realização de combates de luta profissional, onde os vencedores de cada combate são pré-determinados por um roteiro. Até o presente mês de julho de 2025, um total de 71 lutadores, dispostos em 46 equipes e distribuídos em 72 reinados distintos, já conquistaram o Campeonato Mundial de Duplas da TNA. Os primeiros campeões foram o Team 3D (dupla formada por Brother Ray e Brother Devon) e os atuais são The Hardys (Jeff Hardy e Matt Hardy), que estão em seu quarto reinado como equipe e individualmente.

## História
A promoção Total Nonstop Action Wrestling foi fundada em 10 de maio de 2002. Mais tarde naquele mesmo ano, a National Wrestling Alliance (NWA) concedeu a TNA o controle sobre seus campeonatos mundiais dos pesos-pesados e de duplas, tornando-se assim numa subsidiária da NWA, tendo posteriormente seu nome alterado para NWA-TNA. Em 19 de junho de 2002, a NWA-TNA realizou o seu primeiro pay-per-view semanal, no qual o evento principal daquela noite foi uma luta gauntlet for the gold de 20 lutadores — no qual o objetivo é tentar jogar os adversários por cima das cordas superiores, fazendo-os cair para fora do ringue, a fim de eliminá-los, até que reste apenas dois homens, quando a luta se transforma em um combate normal — para determinar o primeiro campeão mundial dos pesos-pesados da NWA na era TNA. Na luta, Ken Shamrock derrotou Malice para ganhar o título vago. A TNA coroou os primeiros campeões mundiais de duplas da NWA sob sua posse no terceiro pay-per-view semanal da empresa em 3 de julho de 2002, quando a equipe de A.J. Styles e Jerry Lynn derrotou The Rainbow Express  (Bruce e Lenny Lane) na final de um torneio para ganharem o títulos.

### Criação
Os campeonatos mundiais dos pesos-pesados e de duplas da NWA foram disputados na TNA até a manhã de 13 de maio de 2007. Nesse dia, o diretor executivo da NWA Robert Trobich anunciou que a empresa estava terminando seu contrato de cinco anos com a TNA, que lhes permitia o controle total sobre os dois títulos. Trobich afirmou que o então campeão mundial dos pesos-pesados da NWA Christian Cage, bem como o Team 3D (equipe formada por Brother Devon e Brother Ray), então campeões mundiais de duplas da NWA, seriam despojados de seus respectivos campeonatos. A motivação por trás destas ações foi porque Cage se recusou a defender o Campeonato Mundial dos Pesos-Pesados da NWA contra lutadores de outros territórios da NWA. No mesmo dia, a TNA estava programada para produzir o evento Sacrifice 2007, em que ambos Cage e Team 3D iriam defender seus respectivos títulos. Cage estava programado para defender o campeonato mundial da NWA contra Kurt Angle e Sting em uma luta three-way, enquanto o Team 3D iria defender o título de duplas da NWA contra a equipe de Scott Steiner e Tomko e a dupla formada por Hernandez e Homicide, que eram conhecidos como The Latin American Xchange (LAX), em outra luta three-way.
Naquela noite, antes de cada luta, o gráfico na tela usado para se referir aos campeões e seus respectivos campeonatos, ainda creditavam tanto Cage como o Team 3D como campeões da NWA. No entanto, os anunciadores de ringue proclamaram as lutas como sendo estritamente pelo "Campeonato Mundial dos Pesos-Pesados" e "Campeonato Mundial de Duplas".  O Team 3D derrotou Steiner e Tomko e o LAX para manterem o "Campeonato Mundial de Duplas", enquanto Angle derrotou Cage e Sting para ganhar o "Campeonato Mundial dos Pesos-Pesados".
Em 17 de maio de 2007, Jeremy Borash e a principal figura de autoridade da TNA na época, Jim Cornette, revelaram os cinturões do Campeonato Mundial de Duplas da TNA na edição daquele dia do podcast on-line da empresa chamado de TNA Today, concedendo os títulos ao Team 3D, que no processo foram creditados como os primeiros campeões.

## Designs do cinturão

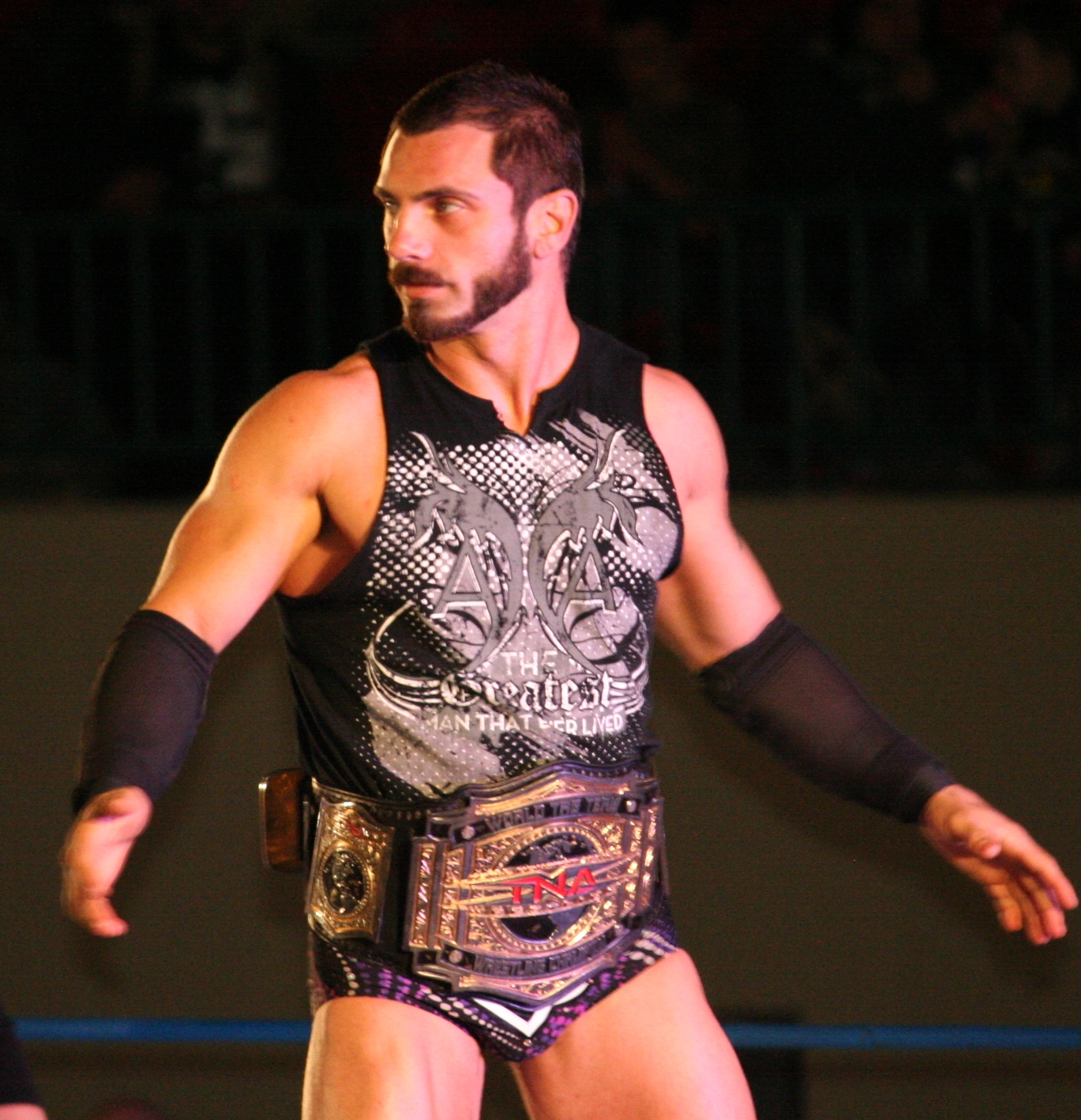
A versão original de 2007 do design dos cinturões do Campeonato Mundial de Duplas da TNA, com Austin Aries.
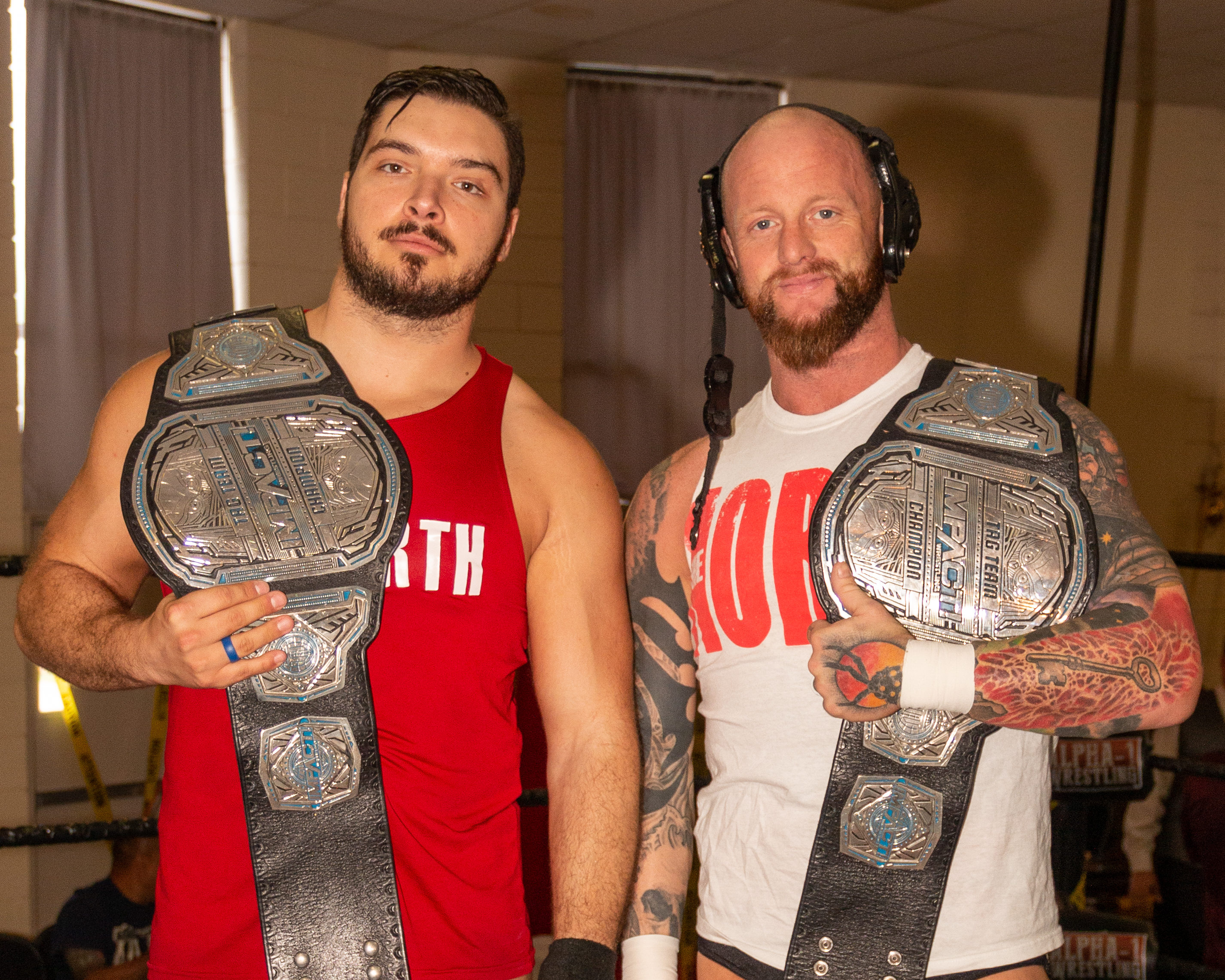
O design de 2019 dos cinturões do Campeonato Mundial do Impact, com Ethan Page e Josh Alexander.
O design de 2020 do título.
O design de 2024 dos cinturões do Campeonato Mundial de Duplas da TNA.

Durante toda a história do campeonato, ele teve quatro designs. Até o Destination X de 2017, o cinturão possuía uma faixa de couro coberta com quatro pequenas placas de ouro, cada uma com uma impressão do planeta Terra centralizada no meio e o logo oficial da TNA no topo de cada uma. A placa dourada central do cinturão também possui uma impressão de um globo, com o logo oficial da TNA gravado sobre ele. As palavras "World Tag Team" estavam posicionadas acima do globo, enquanto "Wrestling Champion" ficava abaixo dele.
No Destination X de 2017, uma versão recolorida do cinturão de campeões de duplas da GFW, da promoção original, foi revelada como o novo cinturão de duplas. A placa principal tinha o logo da Global Force Wrestling à esquerda e as palavras "Tag Team Champions" centralizadas na parte inferior do cinturão. Na parte superior da placa principal, havia um globo, com um pássaro abaixo dele. As placas laterais tinham as palavras "Tag Team" na parte superior e "Champions" na parte inferior, com o logo do GFW Impact! na placa lateral esquerda e o logo da GFW na placa lateral direita. Após Jeff Jarrett deixar a empresa e levar o nome GFW com ele, todos os cinturões foram atualizados com o logo do Impact Wrestling para substituir o logo da GFW.
No Redemption, em 22 de abril de 2018, o Impact revelou novos cinturões. A placa principal é oblonga, semelhante ao cinturão do Campeonato Mundial de Trios da WCW. Ela possuía o logo do Impact em um ângulo diagonal, centralizado entre as palavras "Tag Team" na parte superior e "Champion" na parte inferior. A placa apresenta dois designs de uma coruja, uma acima e outra abaixo das palavras.
No Hard to Kill, em 13 de janeiro de 2024, novos cinturões foram usados pela primeira vez como parte do rebranding do Impact Wrestling, retornando ao nome de TNA Wrestling. Os novos cinturões haviam sido apresentados aos campeões reinantes, o ABC (Ace Austin e Chris Bey), nas redes sociais nos dias que antecederam o evento PPV.

## Reinados

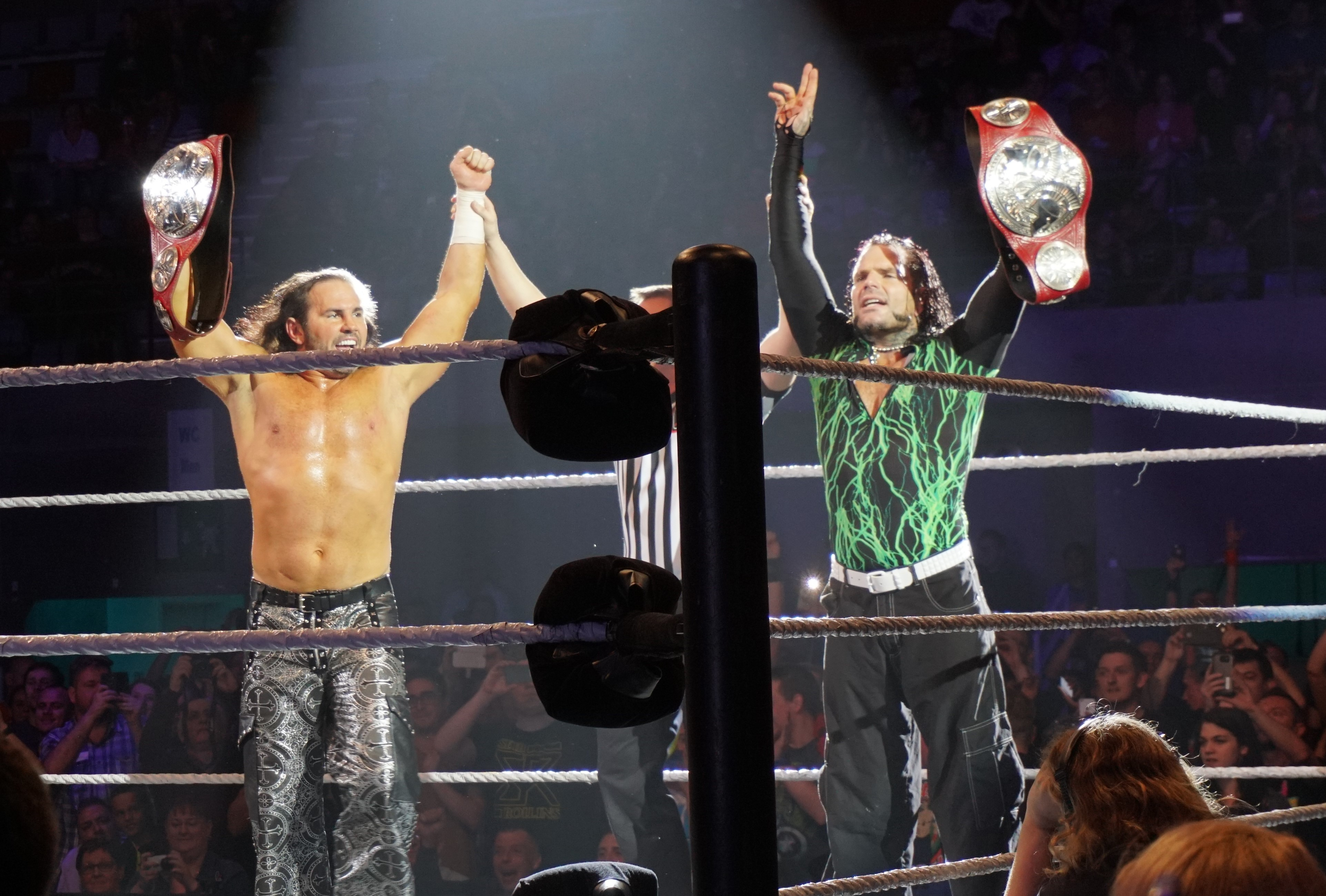
Os atuais campeões, The Hardys (Jeff Hardy e Matt Hardy), que estão em seu quarto reinado.

Os campeões inaugurais foram o Team 3D (equipe formada por Brother Ray e Brother Devon), ganhando os cinturões na edição de 17 de maio de 2007 do TNA Today. Com 212 dias, o quarto reinado da dupla Beer Money, Inc. (composta por Bobby Roode e James Storm) é o mais longo da história do título; o reinado da equipe formada por "Super" Eric Young e Kaz é o mais curto, com menos de um dia. A dupla The American Wolves (Davey Richards e Eddie Edwards) detém o recorde de maior número de reinados como equipe, com cinco.
Embora seja um campeonato de duplas, três lutadores diferentes já mantiveram o título sozinhos: Samoa Joe, Kurt Angle e Matt Morgan. Joe manteve o campeonato de forma individual durante todo seu reinado; no entanto, Angle manteve o título sozinho por apenas quinze dias, até que Sting ganhou uma luta envolvendo outros três concorrentes para se tornar parceiro de Angle; Morgan manteve sozinho o campeonato após lesionar (no enredo) seu próprio parceiro. No geral, já houve 74 reinados compartilhados entre 73 lutadores e 48 equipes, com o título tendo ficado vago por cinco ocasiões.
Os atuais campeões são The Hardys (Jeff Hardy e Matt Hardy), que estão em seu quarto reinado. Eles derrotaram os The Nemeth Brothers (Nic Nemeth e Ryan Nemeth), The Rascalz (Myron Reed e Zachary Wentz) e Fir$t Cla$$ (A. J. Francis e KC Navarro) em uma luta de escadas four-way de duplas no dia 20 de julho de 2025, no Slammiversary, em Elmont, Nova Iorque, para conquistar os títulos.